# Leon Mazurek

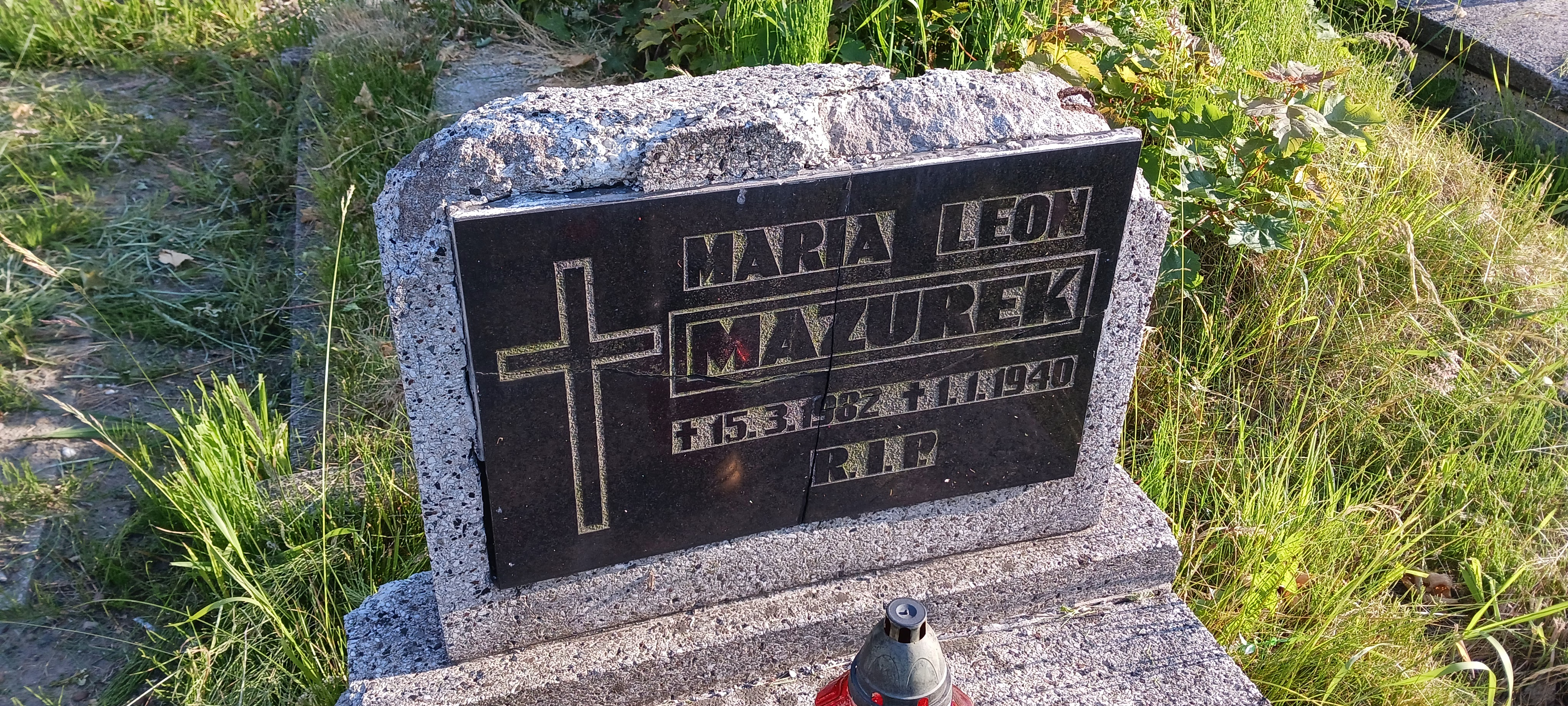
Grób Leona Mazurka na nowym cm. św. Wawrzyńca i Antoniego przy ul. Magdziorza w Rudzie Śl.-Wirku w sektorze 13.

Leon Mazurek (ur. 28 lutego 1906 w Wirku, zm. 1 stycznia 1940 w Nowym Bytomiu) – zapaśnik, olimpijczyk z Amsterdamu 1928.
Podczas Plebiscytu służył w polskiej policji plebiscytowej. Był członkiem Związku Powstańców Śląskich od 1926 roku.
Był mistrzem Polski w zapasach w kategorii piórkowej (1925), a w 1926 roku wicemistrzem. Na igrzyskach olimpijskich przegrał dwie walki eliminacyjne w wadze piórkowej i odpadł z turnieju.